# Sfakia
Sfakia (griechisch Σφακιά (n. pl.)), auch Sphakia transkribiert, ist eine Gemeinde (Δήμος, Dimos) der griechischen Region Kreta im Südwesten der gleichnamigen griechischen Mittelmeerinsel Kreta. Verwaltungssitz ist die 253 Einwohner zählende Ortschaft Chora Sfakion an der Inselsüdküste. Laut der Volkszählung vom Jahr 2021 lebten insgesamt 2002 Einwohner ständig im Gemeindegebiet.

## Geografie

### Geografische Lage
Die Südküste Kretas, an der die Gemeinde Sfakia liegt, grenzt an das Libysche Meer, einen Teil des Mittelmeers. Die Gemeinde hat eine Fläche von 467,6 km². Die Ost-West-Ausdehnung beträgt etwa 40 Kilometer, die Nord-Süd-Ausdehnung 18 Kilometer.

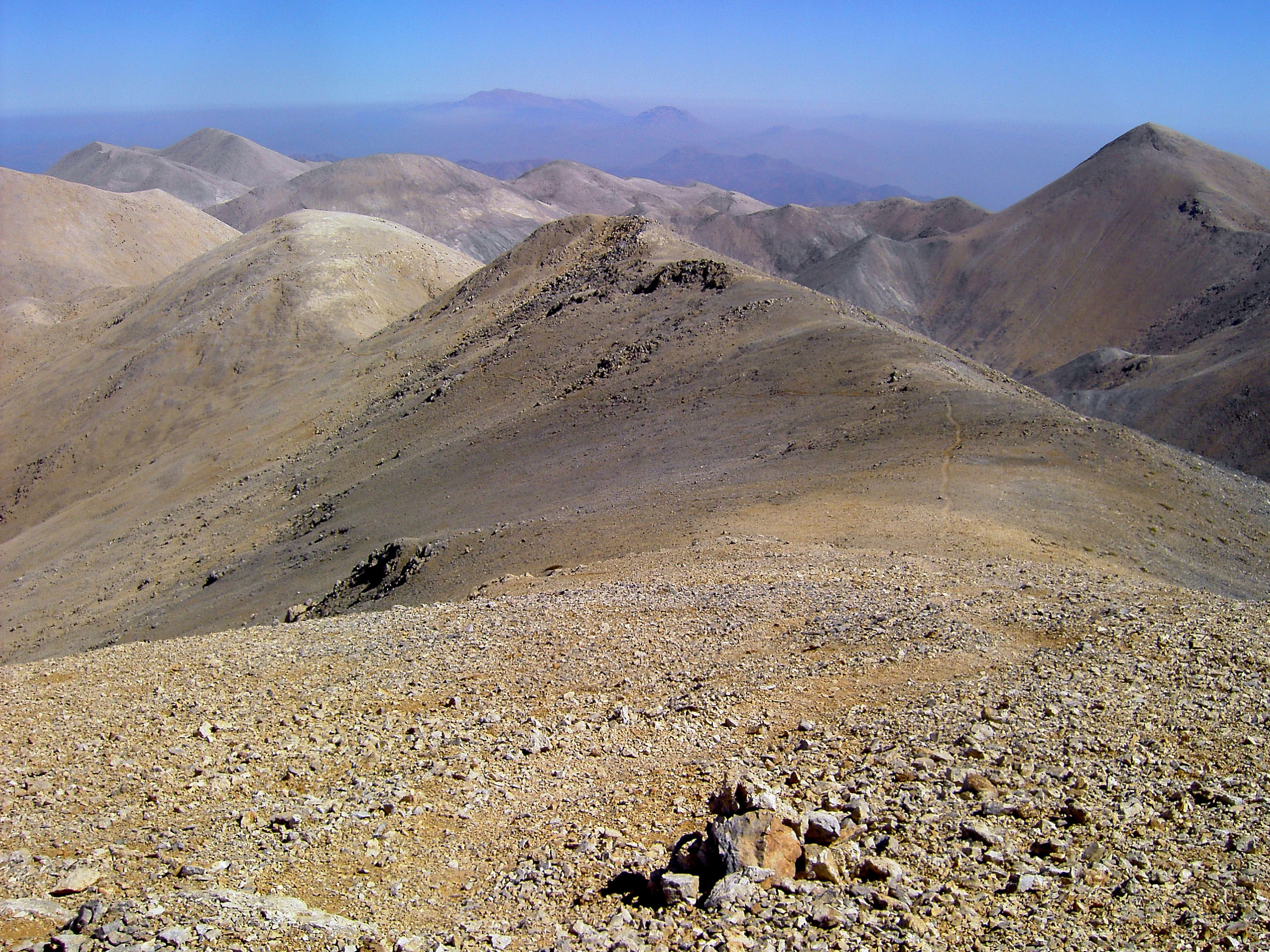
Lefka Ori, die Weißen Berge, vom Pachnes aus

Das Gemeindegebiet umfasst im Westen die Gebirgsregion der Lefka Ori (Weiße Berge) östlich der Omalos-Hochebene. An den östlichen Ausläufern der Lefka Ori entlang passiert die Straße von der Nord- an die Südküste die Askyfou-Hochebene. In der westlichen Sfakia fallen die Berge steil ins Meer ab, an einigen Schluchtausgängen haben sich kleine Strände gebildet.
Östlich der Straße ziehen sich die Berge bis zur Gemeinde Finikas. Hier ist den Bergen eine größere Küstenebene mit Sandstränden und zahlreichen kleineren Buchten vorgelagert.
Mehrere große Schluchten, mit kleineren Nebenschluchten, verlaufen in nord-südlicher Richtung. Von Westen aus sind dies die Tripiti-, Kladou- (oder Domata-), Samaria-, Eligia-, Aradena-, Iligias-, Sfakiano-, Imbros-, Asfendou- und Kallikratis-Schlucht. Bis zum Bau der Straße nach Chora Sfakion bildete die Imbros-Schlucht den Hauptzugang zur Sfakia von Norden aus.

### Nachbargemeinden
Innerhalb des Regionalbezirks Chania grenzen an die Gemeinde Sfakia von Westen Kandanos-Selino über Nordwesten Platanias und Chania, sowie im Norden Apokoronas und schließlich im Nordosten Rethymno. Die östliche Nachbargemeinde Agios Vasilios gehört zum Regionalbezirk Rethymno.

### Gemeindegliederung
Das Gemeindegebiet ist identisch mit der ehemaligen Provinz Sfakia (Επαρχία Σφακίων Eparchía Sfakíon). Es ist in neun Dimotikes Kinotites untergliedert. Diese entsprechen den seit den 1920er Jahren bestehenden neun Landgemeinden (κοινότητες kinótites), die nach der griechischen Gemeindereform von 1997, zur Gemeinde Sfakia (Δήμος Σφακίων Dímos Sfakíon) zusammengefasst wurden. Verwaltungssitz ist der Küstenort Chora Sfakion.
| Dimotiki Kinotita | griechischer Name                 | Code     | Fläche (km²) | Einwohner 2001 | Einwohner 2011 | Einwohner 2021 | Dörfer und Siedlungen                                                  |
| ----------------- | --------------------------------- | -------- | ------------ | -------------- | -------------- | -------------- | ---------------------------------------------------------------------- |
| Chora Sfakion     | Δημοτική Κοινότητα Χώρας Σφακίων  | 74070001 | 045,578      | 351            | 265            | 322            | Chora Sfakion, Vritsomartis, Komitades                                 |
| Agia Roumeli      | Δημοτική Κοινότητα Αγίας Ρουμέλης | 74070002 | 094,617      | 125            | 057            | 078            | Agia Roumeli, Palea Agia Roumeli                                       |
| Agios Ioannis     | Δημοτική Κοινότητα Αγίου Ιωάννου  | 74070003 | 059,724      | 080            | 033            | 028            | Agios Ioannis, Aradena                                                 |
| Anopoli           | Δημοτική Κοινότητα Ανωπόλεως      | 74070004 | 100,099      | 468            | 334            | 307            | Anopoli, Finikas, Livaniana, Loutro, Lykos                             |
| Askyfou           | Δημοτική Κοινότητα Ασκύφου        | 74070005 | 064,871      | 444            | 394            | 393            | Ammoudari, Goni, Kares, Petres                                         |
| Asfendos          | Δημοτική Κοινότητα Ασφένδου       | 74070006 | 024,491      | 362            | 272            | 276            | Asfendos, Agios Georgios, Agios Nektarios, Vouvas, Koutelos, Nomikiana |
| Imbros            | Δημοτική Κοινότητα Ίμπρου         | 74070007 | 018,455      | 073            | 068            | 080            | Imbros, Vraskas                                                        |
| Patsianos         | Δημοτική Κοινότητα Πατσιανού      | 74070008 | 028,979      | 362            | 314            | 334            | Frangokastello, Kallikratis, Kapsodasos, Patsianos                     |
| Skaloti           | Δημοτική Κοινότητα Σκαλωτής       | 74070009 | 030,317      | 181            | 152            | 184            | Argoules, Lakki, Skaloti                                               |
| Gemeinde Sfakia   | Gemeinde Sfakia                   | 7407     | 467,131      | 2446           | 1889           | 2002           |                                                                        |

In der Zusammengehörigkeit der Orte und Siedlungen spiegelt sich die Lebensform der traditionellen Hirtengesellschaft: Asfendos zum Beispiel liegt in den Bergen auf einer kleinen Hochebene, Agios Nektarios, Vouvas und Nomikiana liegen fast am Fuß der Bergkette am nördlichen Rand der Küstenebene von Frangokastello. Gleiches gilt für Imbros und Vraskas und für Kallikratis und Patsianos / Kapsodasos. Die Bergdörfer sind jeweils durch eine Schlucht mit den küstennahen Orten verbunden. Traditionell waren sie nur im Sommer bewohnt. Im Herbst, wenn die Schafe und Ziegen nicht mehr weiden konnten, zogen die Einwohner mit ihren Herden um in die Nähe der Küste. Durch besseren Straßenanschluss der Dörfer, Stromversorgung und verbesserte Heizmöglichkeiten werden die Bergdörfer inzwischen teilweise ganzjährig bewohnt.

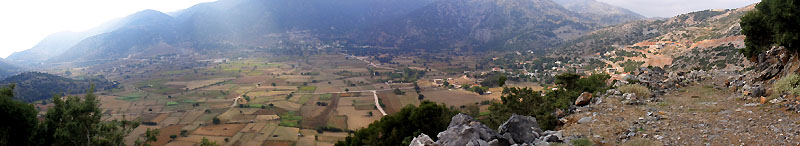
Askyfou-Hochebene von der Festung aus

Die westlichen Küstenorte Loutro, Likos und Agia Roumeli haben (noch) keinen Straßenanschluss und können nur auf Fuß- bzw. Eselspfaden oder mit dem Schiff erreicht werden. Am Pauschaltourismus partizipieren sie deswegen nur wenig. Während des Sommerhalbjahres werden sie von Individual- und Wandertouristen besucht, die die zahlreichen Wandermöglichkeiten rund um Samaria- und Aradenaschlucht und den europäischen Fernwanderweg E4 anlocken. Im Winterhalbjahr sind diese Orte häufig auch vom Schiffsverkehr abgeschlossen und fast vollständig verlassen.

### Klima
In Sfakia Kreta herrscht ein mildes Mittelmeerklima mit über 300 Sonnentagen im Jahr vor, wobei im Sommer im Südosten gelegentlich starke Südwinde (Sirkos) die Temperaturen in die Höhe treiben. Regenfälle sind in Sfakia, wie generell im Süden der Insel, seltener als an der Nordküste und in den Bergregionen.
Die zentrale Gipfelregion der Lefka Ori zählt zu den wenigen europäischen Wüstengebieten. Zwar fallen besonders zur kalten Jahreszeit ausreichend Niederschläge, doch mit der Schneeschmelze versickert alles Wasser sofort im Boden, so dass die normalerweise in dieser Höhe zu findende Vegetation nicht gedeihen kann.

## Geschichte, Kultur und Sehenswürdigkeiten

### Archäologie
Archäologie und Geschichte der Sphakia werden derzeit durch einen Field Survey der Universität Oxford erfasst.

### Museen

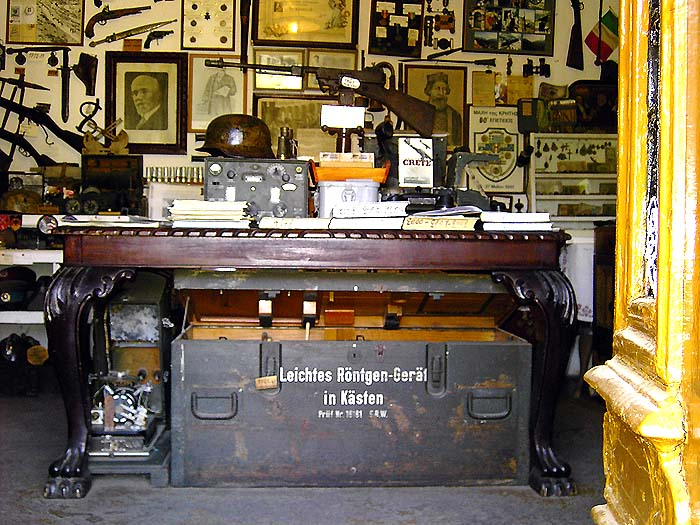
Kriegsmuseum in Kares

Kriegsmuseum von Jorgos Chatzidakis in Kares/Askyfou: Am Nordrand der Askyfou-Ebene im Dorf Kares haben Jorgos Chatzidakis (gest. 2007) und sein Vater Kriegsgerät aller Arten und von allen Kriegsbeteiligten, Dokumente, Zeitschriften und Bücher, zusammengetragen. Schwerpunkt ist die deutsche Besatzungszeit Kretas, aber auch Ausstellungsstücke aus früheren Kriegen, landwirtschaftliches Gerät, eine Raki-Brennapparatur und ein kretisches Zimmer sind zu besichtigen. Viele Fundstücke haben die alliierten Soldaten bei ihrem Rückzug nach Chora Sfakion Ende Mai 1941 weggeworfen, beziehungsweise die sie verfolgenden Wehrmachtssoldaten. Das Museum hat keine festen Öffnungszeiten, die Eigentümer wohnen auf dem Gelände, zeigen die Ausstellung und bieten in der Sitzecke im Außenbereich Raki oder Kaffee an. Ein freiwilliger Beitrag, um die Ausstellung weiter erhalten zu können, wird erwartet.

## Wirtschaft und Infrastruktur
Die flächenmäßig größte Gemeinde im Regionalbezirk Chania wird wegen ihrer Topographie nur von wenigen Durchgangsstraßen erschlossen. Von der Nordküste führt eine Straße über Vrysses und die Askyfou-Hochebene nach Chora Sfakion und von dort weiter über Anopoli bis nach Agios Ioannis. Von dieser Straße zweigen zwei Straßen in östlicher Richtung ab: bei Imbros die Straße, die über Asfendos und Kallikratis nach Asi Gonia, bez. Myriokefala, und von dort weiter über Argyroupolis zur Nordküste führt und zwischen Komitades und Chora Sfakion eine Abfahrt zu den Dörfern der Frangokastello-Küstenebene und weiter nach Plakias. Seit 2007 ist die serpentinenreiche Abfahrt von der Asfendos-Kallikratis-Straße hinunter nach Patsianos / Kapsodassos asphaltiert. Zahlreiche Schotterstraßen und einige asphaltierte Straßen führen zu den Schaf- und Ziegenweiden, den kleineren Hochplateaus, zu den entlegeneren Dörfern und zu verlassenen und verfallenen Siedlungen.
Von Chania aus fahren über Vrysses regelmäßig Linienbusse nach Chora Sfakion und einmal täglich nach Anopoli und in die Frangokastello-Ebene. Zur Touristensaison befördern zahlreiche Reisebusse zweimal täglich die Samariawanderer vom Fähranleger in Chora Sfakion zurück zur Nordküste.
Regelmäßige Fährverbindungen bestehen zur Insel Gavdos sowie zwischen Chora Sfakion, Loutro und Agia Roumeli und von dort weiter nach Sougia und Paleochora. Zu den Orten Loutro und Agia Roumeli (am Ausgang der Samaria-Schlucht) gelangt man nur per Schiff oder zu Fuß. Von Chora Sfakion fahren in der Touristensaison Boote zum Glyka-Nera-Strand und von Loutro aus zum Marmara-Strand am Ausgang der Aradena-Schlucht.